# Universidad de Lancaster
La Universidad de Lancaster (Lancaster University) es una universidad pública situada en Reino Unido desde su creación en el año 1964.

## Historia
En 1947, una asamblea pública en Lancaster respaldó la propuesta de abrir una universidad en la ciudad. A pesar de que la idea fue pospuesta por falta de fondos, resurgió a comienzos de 1961 por el Consejo del Condado de Lancashire, y un comité de promoción, presidido por Lord Derby, presentó una propuesta al University Grants Committee para que Lancaster fuera escogida como sede para una nueva universidad. El 23 de noviembre de 1961 se anunció la noticia en la Cámara de los Comunes y se asignaron dos órganos para la creación de la nueva institución: una junta de planificación académica presidida por Sir Noel Hall, del Brasenose College, Oxford, y un consejo ejecutivo presidido por Sir Alfred Bates.
El vicerrector y fundador, Charles Carter, asumió el cargo el 1 de abril de 1963, y el 14 de septiembre de 1964, la Reina aprobó los estatutos. En octubre se admitieron los primeros alumnos en los grados que desde un comienzo iban a ser impartidos por la universidad. Las clases tuvieron lugar en St. Leonard’s House, y los estudiantes se instalaron temporalmente en albergues en Morecambe y Lancaster. La princesa Alejandra fue proclamada rectora en 1964 y permaneció en el puesto hasta diciembre del 2004. La transferencia de departamentos desde Lancaster hasta Bailrigg tuvo lugar entre 1966 y 1970, al mismo tiempo en que los primeros cuatro colleges se abrieron, permitiendo a los estudiantes residir en ellos a partir de 1968.Las asignaturas iniciales eran de ciencias naturales, empresa y humanidades, mientras que la segunda generación de asignaturas se centró particularmente en ciencias sociales y tecnologías. Inicialmente se abrieron cuatro colleges, y le siguieron cinco más hasta 1990.
A día de hoy, dispone de unos doce mil estudiantes y alrededor de setecientos académicos incluidos en una plantilla de más de dos mil personas.
En octubre de 2013, la Universidad de Lancaster anunció la apertura de su primer campus en el extranjero. Actualmente, la universidad británica cuenta con instituciones en cuarto países: China, Alemania, Ghana y Malasia. 
En 2020, Lancaster abrió su último campus filial en la ciudad de Leipzig bajo la marca Lancaster University Leipzig, convirtiéndose en la primera universidad pública del Reino Unido con un campus en Alemania.

## Facultades y departamentos
La universidad cuenta con cuatro facultades diferentes divididas según la especialidad académica que imparte cada una de ellas: Artes y Ciencias Sociales, Medicina y Salud, Ciencia y Tecnología y la Facultad de Dirección de Empresas.
Artes y Ciencias Sociales
- Investigación pedagógica
- Escritura creativa
- Lenguas y culturas europeas (Francés, alemán, italiano, catalán y chino)
- Historia
- Instituto Lancaster de Arte Contemporáneo (Arte, Diseño, Cine y Teatro)
- Facultad de Derecho (Criminología, Derecho)
- Filología y lingüística del inglés
- Política, filosofía y religión
- Sociología (Comunicación audiovisual, Trabajo social, Sociología, Estudios de la mujer)

Medicina y Salud
- Biomedicina y Ciencias de la Salud
- Centro de Capacitación y Desarrollo (CETAD)
- Investigación
- Escuela de Medicina de la Salud

Ciencia y Tecnología
- Química
- Informática y Comunicaciones
- Ingeniería
- Centro Lancaster para el Medio Ambiente (Ciencias Biológicas, Ciencias Ambientales, Geografía)
- Matemáticas y Estadística
- Ciencias Naturales
- Física
- Psicología

Facultad de Dirección de Empresas
- Contabilidad y Finanzas
- Economía
- Emprendimiento y Desarrollo Empresarial (IEED)
- Centro Lancaster de Liderazgo y Aprendizaje
- Gestión y Organización de Marketing
- Liderazgo
- Gestión, Trabajo y Tecnología

## Residencias
Lancaster cuenta con nueve residencias distintas donde todos los miembros de la universidad son miembros de un colegio, aunque en los últimos años el personal académico han tenido disminución de participación en este aspecto. Cada uno de ellos tiene cerca de novecientos miembros y, anteriormente, se regían por un sindicato, incluyendo un director, un Decano y decanos asistentes (junto con un asesor principal) al frente de un equipo de asesores de la universidad. Estos eran conocidos como Senior Tutor y tutores universitarios, pero los títulos se cambiaron en 2011 para evitar confusiones con "Asesores Académicos" en los departamentos académicos de los estudiantes. En conjunto, los colegios están a cargo de su SCR (Senior Common Room) y JCR (Junior Sala Común), siendo este último compuesto por estudiantes miembros de la universidad.
| Nombre de la residencia | Creación |
| ----------------------- | -------- |
| Bowland College         | 1964     |
| Lonsdale College        | 1964     |
| Furness College         | 1966     |
| The County College      | 1967     |
| Fylde College           | 1968     |
| Cartmel College         | 1968     |
| Pendle College          | 1974     |
| Grizedale College       | 1975     |
| Graduate College        | 1992     |